# Expansió de Prandtl-Meyer

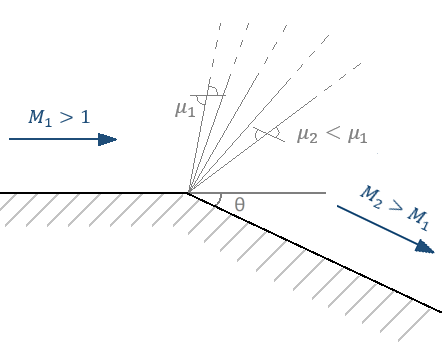
Quan un flux supersònic es troba una cantonada convexa, es forma un ventall de expanxió, que consisteix en un nombre infinit d'ones expansives centrades en la cantonada. La figura mostra un ventall d'expansió ideal.

Un ventall d'expansió supersònic, conegut tècnicament com a ventall d'expansió de Prandtl-Meyer és un procés d'expansió centrada que es dona quan un flux supersònic gira a través d'una cantonada convexa. El ventall consisteix en un nombre infinit d'ones de Mach, que divergeixen d'una cantonada punxeguda. En cas que la cantonada fos circular i llisa, les ones es podrien estendre enrere i trobar-se en un punt. Cada ona del ventall d'expansió fa girar el flux gradualment (en petits passos). És físicament impossible per al flux girar en només una oba de xoc, ja que això violaria el segon principi de la termodinàmica. A través del ventall d'expansió, el flux accelera (la velocitat augmenta) i el nombre de Mach augmenta, mentre que la pressió estàtica, la temperatura i la densitat disminueixen. Com que és un procés isentròpic, les condicions d'estancament (per exemple, la temperatura total o la pressió total) es mantenen constant a través del ventall.
El model teòric va ser derivat l'any 1907 per Ludwig Prandtl el 1907 i elaborada posteriorment per T. Meyer.

## Propietats del flux
Un ventall d'expansió consisteix en un nombre infinit d'ones d'expansió o línies Mach. La primera línia de Mach es troba a l'angle {\displaystyle \mu _{1}=\arcsin \left({\frac {1}{M_{1}}}\right)} respecte la direcció del flux, i l'última a l'angle {\displaystyle \mu _{2}=\arcsin \left({\frac {1}{M_{2}}}\right)} respecte la direcció final del flux. Com que el flux gira en petits angles i els canvis a través de cada ona d'expansió són petits, el procés sencer és isentròpic. Això simplifica els càlculsde les propietats del flux signicativament. Com que el flux és isentròpic, les propietats d'estancament (com la pressió d'estancament ({\displaystyle P_{0}}), la temperatura d'estancament ({\displaystyle T_{0}}) o la densitat d'estancament ({\displaystyle \rho _{0}})) es mantenen constants. Les propietats finals són funció del nombre de Mach final ({\displaystyle M_{2}}) i es poden relacionar amb les condicions inicial com segueix:
{\displaystyle {\begin{array}{lcl}{\cfrac {T_{2}}{T_{1}}}=\left({\cfrac {1+{\cfrac {\gamma -1}{2}}M_{1}^{2}}{1+{\cfrac {\gamma -1}{2}}M_{2}^{2}}}\right)\\\\{\cfrac {p_{2}}{p_{1}}}=\left({\cfrac {1+{\cfrac {\gamma -1}{2}}M_{1}^{2}}{1+{\cfrac {\gamma -1}{2}}M_{2}^{2}}}\right)^{\gamma /(\gamma -1)}\\\\{\cfrac {\rho _{2}}{\rho _{1}}}=\left({\cfrac {1+{\cfrac {\gamma -1}{2}}M_{1}^{2}}{1+{\cfrac {\gamma -1}{2}}M_{2}^{2}}}\right)^{1/(\gamma -1)}.\end{array}}}
El nombre de Mach després del gir ({\displaystyle M_{2}}) està relacionat amb el nombre de Mach inicial ({\displaystyle M_{1}}) i l'angle de gir ({\displaystyle \theta }) com:
{\displaystyle \theta =\nu (M_{2})-\nu (M_{1})\,}
on, {\displaystyle \nu (M)\,} és la funció de Prandtl-Meyer. Aquesta funció determina l'angle través del qual un flux sònic (M = 1) ha de girar per obtenir un nombre de Mach particular (M). Matemàticament,
{\displaystyle {\begin{aligned}\nu (M)&=\int {\frac {\sqrt {M^{2}-1}}{1+{\frac {\gamma -1}{2}}M^{2}}}{\frac {\,dM}{M}}\\&={\sqrt {\frac {\gamma +1}{\gamma -1}}}\cdot \arctan {\sqrt {{\frac {\gamma -1}{\gamma +1}}(M^{2}-1)}}-\arctan {\sqrt {M^{2}-1}}.\\\end{aligned}}}
Per conveni, {\displaystyle \nu (1)=0.\,}. Així, donat un nombre de Mach inicial ({\displaystyle M_{1}}), es pot calcular {\displaystyle \nu (M_{1})\,} i, usant l'angle de gir trobar {\displaystyle \nu (M_{2})\,}. A partir del valor de {\displaystyle \nu (M_{2})\,}, es pot obternir el nombre de Mach final ({\displaystyle M_{2}}) i la resta de propietats del flux.

## Màxim angle de gir

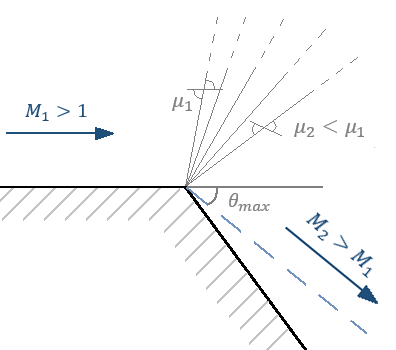
Existeix un límit en l'angle màxim theta a través del qual un flux supersònic pot girar.

A mesura que el nombre de Mach varia d'1 fins a {\displaystyle \infty }, {\displaystyle \nu } pren valors que van de 0 fins a {\displaystyle \nu _{max}}, on:
{\displaystyle \nu _{max}={\frac {\pi }{2}}\left({\sqrt {\frac {\gamma +1}{\gamma -1}}}-1\right).}
Això suposa un límit en quant pot girar un flux, amb l'angle de gir màxim donat per:
{\displaystyle \theta _{max}=\nu _{max}-\nu (M_{1})}
També es pot considerar de la següent manera. Un flux ha de girar de tal manera que satisfaci les condicions de contorn. en un flux ideal, hi ha dos tipus de condicions de contorn que el flux ha de satisfer.
1. La condició de contorn de la velocitat, segons la qual el component normal a la paret ha de ser zero. També es coneix com a condició de contorn de no penetració.
2. La condició de contorn de pressió, que diu que no hi pot haver discontinuïtat en la pressió estàtica dins del flux (ja que no hi ha xocs en el flux).

Si el flux gira prou per tornar-se paral·lel a la paret, la condició de contorn de la pressió ja no és problema. Tanmateix, a mesura que el flux gira, la seva pressió estàtica disminueix (com s'ha descrit prèviament). Si no hi ha prou pressió per començar, el flux no podrà completar el gir i no es tornarà paral·lel a la paret. Això apareix com l'angle màxim a través del qual pot girar. Com més petit és el nombre de Mach inicial, més gran és l'angle màxim a través del qual el flux pot girar.
Les línies de corrent que separen la direcció final del flux i la paret es coneixen com a rebuf (slipstream en anglès) i es mostra com la línia discontínua a la figura. A través d'aquesta línia hi ha un salt en la temperatura, la densitat i el component tangencial de la velocitat (sent el component normal igual a zero). Més enllà del rebuf, el flux està estancat (cosa que satisfà automàticament la condició de contorn de la velocitat). En el cas d'un flux real, s'observa una capa de cisallament en comptes d'un rebuf, atesa la condició de contorn antilliscant addicional.